# Kristína Kučová
Kristína Kučová (* 23. května 1990 Bratislava) je slovenská profesionální tenistka hrající obouručný forhend i bekhend. Ve své dosavadní kariéře na okruhu WTA Tour nevyhrála žádný turnaj. V sérii WTA 125K vybojovala jednu singlovou trofej. V rámci okruhu ITF získala do září 2020 jedenáct titulů ve dvouhře a pět ve čtyřhře.
Na žebříčku WTA byla ve dvouhře nejvýše klasifikována v září 2016 na 71. místě a ve čtyřhře pak v říjnu 2009 na 168. místě. V juniorské kategorii byla nejvýše postavená na světovém kombinovaném žebříčku ITF na 3. místě. Trénuje ji otec Jozef Kuča.
Ve slovenském fedcupovém týmu debutovala v roce 2008 baráží Světové skupiny II proti Uzbekistánu, v němž ve třech setech zvítězila v závěrečné dvouhře nad Vladou Jekšibarovou. Slovenky v sérii jasně vyhrály 5:0 na zápasy. Do roku 2021 v soutěži nastoupila k pěti mezistátním utkáním s bilancí 1–3 ve dvouhře a 0–2 ve čtyřhře.
Starší sestra Zuzana Kučová (nar. 1982) je bývalá profesionální tenistka, jež ukončila profesionální kariéru v roce 2013.

## Profesionální kariéra
V roce 2007 zvítězila jako nenasazená hráčka na juniorce US Open, když porazila dvě juniorské mistryně světa – obhájkyni titulu a nasazenou jedničku Anastasii Pavljučenkovovou a ve finále pak nasazenou dvojku Urszulu Radwańskou.
Po zrušení srpnové kvalifikace US Open 2020 pro pandemii koronaviru byl do kalendář série WTA 125K zařazen náhradní turnaj, antukový TK Sparta Prague Open 2020. V soutěží startovalo sto dvacet osm hráček. Po šesti výhrách postoupila Kučová do finále, kde jako osmnáctá nasazená ve dvou setech zdolala 19letou turnajovou dvojku Elisabettu Cocciarettovou z Itálie. Premiérový titul na okruhu WTA 125K pro ni znamenal žebříčkový posun ze 173. na 139. příčku.

## Finálové účasti na okruhu WTA Tour
| Legenda                  |
| ------------------------ |
| D – dvouhra; Č – čtyřhra |
| Grand Slam (0)           |
| Turnaj mistryň (0)       |
| [[[WTA 1000]] (0)        |
| WTA 500 (0)              |
| WTA 250 (0–1 D)          |

### Dvouhra: 1 (1–0)
| Stav       | č. | datum             | turnaj        | povrch | soupeřka ve finále | výsledek      |
| ---------- | -- | ----------------- | ------------- | ------ | ------------------ | ------------- |
| Finalistka | 1. | 25. července 2021 | Gdyně, Polsko | antuka | Maryna Zanevská    | 4–6, 6–7(4–7) |

## Finále série WTA 125
| Legenda                  |
| ------------------------ |
| D – dvouhra; Č – čtyřhra |
| WTA 125 (1–0 D)          |

### Dvouhra: 1 (1–0)
| Stav    | č. | datum        | turnaj       | povrch | soupeřka ve finále       | výsledek |
| ------- | -- | ------------ | ------------ | ------ | ------------------------ | -------- |
| Vítězka | 1. | 6. září 2020 | Praha, Česko | antuka | Elisabetta Cocciarettová | 6–4, 6–3 |

## Finále na okruhu ITF
| Dotace turnajů okruhu ITF | Dotace turnajů okruhu ITF |
| ------------------------- | ------------------------- |
| 100 000 $ tournaments     | 80 000 $ tournaments      |
| 75 000 $ tournaments      | 60 000 $ tournaments      |
| 50 000 $ tournaments      | 25 000 $ tournaments      |
| 15 000 $ tournaments      | 10 000 $ tournaments      |

### Dvouhra: 24 (11–13)
| Stav       | č.  | datum             | turnaj                  | povrch     | soupeřka ve finále             | výsledek            |
| ---------- | --- | ----------------- | ----------------------- | ---------- | ------------------------------ | ------------------- |
| Finalistka | 1.  | 20. dubna 2007    | Hvar, Chorvatsko        | antuka     | Karolina Jovanovićová          | 1–6, 4–6            |
| Vítězka    | 1.  | 14. května 2007   | Michalovce, Slovensko   | antuka     | Katarzyna Piterová             | 2–6, 6–3, 6–4       |
| Finalistka | 2.  | 25. května 2008   | Galați, Rumunsko        | antuka     | Valentina Sulpiziová           | 2–6, 6–7(2–7)       |
| Finalistka | 3.  | 10. srpna 2008    | Hechingen, Německo      | antuka     | Maša Zecová Peškiričová        | 6–3, 6–7(1–7), 3–6  |
| Finalistka | 4.  | 7. září 2008      | Maribor, Slovinsko      | antuka     | Maša Zecová Peškiričová        | 2–6, 6–7(6–8)       |
| Finalistka | 5.  | 29. března 2009   | La Palma, Španělsko     | tvrdý      | Anastasija Sevastovová         | 6–4, 1–6, 1–6       |
| Finalistka | 6.  | 5. června 2009    | Pozoblanco, Španělsko   | tvrdý      | Angelique Kerberová            | 3–6, 4–6            |
| Finalistka | 7.  | 6. června 2010    | Brno, Česko             | antuka     | Zuzana Ondrášková              | 3–6, 6–4, 2–6       |
| Finalistka | 8.  | 26. září 2010     | Bukurešť, Rumunsko      | antuka     | Mădălina Gojneaová             | 4–6, 4–6            |
| Vítězka    | 2.  | 18. června 2012   | Alkmaar, Nizozemsko     | antuka     | Janina Toljanová               | 6–3, 6–4            |
| Vítězka    | 3.  | 8. července 2012  | Denain, Francie         | antuka     | Michaela Hončová               | 6–2, 1–6, 6–2       |
| Finalistka | 9.  | 30. června 2013   | Zlín, Česko             | antuka     | Melanie Klaffnerová            | 3–6, 2–6            |
| Vítězka    | 4.  | 28. července 2013 | Les Contamines, Francie | tvrdý      | Clothilde de Bernardiová       | 7–5, 6–7(3–7), 6–3  |
| Vítězka    | 5.  | 18. srpna 2013    | Craiova, Rumunsko       | antuka     | Alberta Briantiová             | 7–5, 3–6, 6–4       |
| Finalistka | 10. | 15. září 2013     | Sofie, Bulharsko        | antuka     | Patricia Mayrová-Achleitnerová | 2–6, 6–1, 3–6       |
| Finalistka | 11. | 26. října 2013    | Herzlija, Izrael        | tvrdý      | Julia Bejgelzimerová           | 3–6, 6–4, 2–5skreč  |
| Vítězka    | 6.  | 27. července 2014 | Sobota, Polsko          | antuka     | Sesil Karatančevová            | 1–6, 7–5, 6–3       |
| Vítězka    | 7.  | 31. srpna 2014    | Fleurus, Belgie         | antuka     | Jevgenija Rodinová             | 6–3, 6–4            |
| Vítězka    | 8.  | 28. února 2015    | Beinasco, Itálie        | antuka (h) | Barbora Krejčíková             | 6–4, 7–6(7–3)       |
| Vítězka    | 9.  | 5. července 2015  | Toruň, Polsko           | antuka     | Giulia Gattoová-Monticoneová   | 4–6, 6–1, 6–4       |
| Vítězka    | 10. | 26. září 2015     | Buča, Ukrajina          | antuka     | Alexandra Cadanțuová           | 4–6, 7–6(7–5), 6–0  |
| Finalistka | 12. | 18. března 2018   | Irapuato, Mexiko        | tvrdý      | Marie Bouzková                 | 4–6, 0–6            |
| Finalistka | 13. | únor 2018         | Trnava, Slovakia        | tvrdý (h)  | Lucie Hradecká                 | 4–6, 6–3, 6–7(0–7)  |
| Vítězka    | 11. | duben 2019        | Dothan, Spojené státy   | antuka     | Lauren Davisová                | 3–6, 7–6(11–9), 6–2 |

### Čtyřhra: 7 (5–2)
| Stav       | č. | datum           | turnaj                              | povrch | spoluhráčka            | soupeřky ve finále                         | výsledek              |
| ---------- | -- | --------------- | ----------------------------------- | ------ | ---------------------- | ------------------------------------------ | --------------------- |
| Vítězka    | 1. | 17. března 2007 | Káhira, Egypt                       | antuka | Zuzana Kučová          | Melissa Berryová Michelle Gerardsová       | 6–7(3–7), 6–4, 6–3    |
| Vítězka    | 2. | 20. května 2007 | Michalovce, Slovensko               | antuka | Klaudia Boczová        | Olga Brózdaová Justyna Jegiołková          | 7–5, 4–6, 6–3         |
| Finalistka | 3. | 11. května 2008 | Džunija, Libanon                    | antuka | Stefanie Vögeleová     | Nina Bratčikovová Veronika Kapšajová       | 5–7, 6–3, [6–10]      |
| Vítězka    | 4. | 25. května 2008 | Galați, Rumunsko                    | antuka | Valentina Sulpiziová   | Alexandra Cadanțuová Antonia Xenia Toutová | 6–0, 6–2              |
| Finalistka | 5. | 3. května 2009  | Johannesburg, Jihoafrická republika | tvrdý  | Anastasija Sevastovová | Naomi Cavadayová Lesja Curenková           | 2–6, 6–2, [9–11]      |
| Vítězka    | 6. | 14. června 2009 | Zlín, Česko                         | antuka | Zuzana Kučová          | Nikola Fraňková Carmen Klaschková          | 6–3, 6–4              |
| Vítězka    | 7. | 20. září 2015   | Saint-Malo, Francie                 | antuka | Anastasija Sevastovová | Maria Marfutinová Natalja Vichljancevová   | 6–7(1–7), 6–3, [10–5] |

## Finále na juniorském Grand Slamu

### Dvouhra juniorek: 1 (1–0)
| Stav    | Rok  | Turnaj  | Povrch | Soupeřka ve finále | Výsledek           |
| ------- | ---- | ------- | ------ | ------------------ | ------------------ |
| Vítězka | 2007 | US Open | tvrdý  | Urszula Radwańská  | 6–3, 1–6, 7–6(7–4) |

## Postavení na konečném žebříčku WTA

### Dvouhra
| Rok    | 2006  | 2007   | 2008   | 2009   | 2010   | 2011   | 2012   | 2013   | 2014   | 2015   | 2016  | 2017   | 2018   | 2019   | 2020   |
| Pořadí | 1247. | ▲ 589. | ▲ 217. | ▲ 105. | ▼ 234. | ▲ 205. | ▼ 287. | ▲ 154. | ▲ 143. | ▼ 147. | ▲ 82. | ▼ 243. | ▼ 265. | ▲ 169. | ▲ 149. |

### Čtyřhra
| Rok    | 2006 | 2007   | 2008   | 2009   | 2010   | 2011   | 2012   | 2013   | 2014 | 2015   | 2016   | 2017–2019 |
| Pořadí | 480. | ▼ 566. | ▲ 344. | ▲ 199. | ▼ 416. | ▼ 752. | ▲ 567. | ▲ 489. | —    | ▲ 374. | ▼ 592. | —         |